# Acaudaleyrodes ebeni
Acaudaleyrodes ebeni is een halfvleugelig insect uit de familie witte vliegen (Aleyrodidae), onderfamilie Aleyrodinae.
De wetenschappelijke naam van deze soort is voor het eerst geldig gepubliceerd door Manzari & Alemansoor in 2005.